# 지강헌
지강헌(池康憲, 1954년 2월 8일 ~  1988년 10월 16일)은 1988년 교도소 이감중에 도망쳐 서울에서 인질극을 벌였던 탈주범이다. 출생지는 광주시이며, 본관은 충주이다.
지강헌 일당이 서울시 서대문구 북가좌동에서 인질극을 벌이는 장면은 텔레비전을 통해서 전국으로 생생히 중계되면서 많은 사람들의 입에 오르내리게 되었다. 특히 '돈 있으면 무죄, 돈 없으면 유죄'라는 뜻으로 '유전무죄(有錢無罪), 무전유죄(無錢有罪)'라고 사회의 불평등에 대해 절규하면서 사람들의 관심을 끌었다.
또한, 지강헌 일당이 보호감호제도에 대한 불만 때문에 탈주극을 벌이면서, 보호감호제에 대한 논란도 불러일으켰다.

## 사건개요
88 올림픽이 끝난 직후인 1988년 10월 8일, 영등포 교도소에서 공주교도소로 이송되던 25명중 12명이 탈출하여 서울시내로 잠입했다. 일반적으로 알려진 바와 달리, 이들은 흉악범이 아니라 잡범이었는데, 보호감호제 때문에 징역형을 마치고도 보호감호처분을 받아야 한다는 것과 500만 원 절도를 저지른 자기보다 70억 원 횡령을 한 전경환이 형기가 더 짧다는 데에 불만을 가지고 탈출한 것이다.
이 중에서 최후까지 잡히지 않던 5명 중 4명은 경찰의 검문을 피해 서울시에서 여러 군데의 은신처를 전전하다 10월 15일 밤 9시 40분경 서대문구 북가좌동 고 아무개씨 의 집에 잠입해서 고씨의 가족을 인질로 잡았다. 이 인질극은 당시 TV로 생중계 되었으며, 인질극을 벌인 범인 4명은 다음과 같다.
- 지강헌 (당시 35세)
- 안광술 (22세)
- 강영일 (21세)
- 한의철 (20세)

인질로 잡혀있던 가장(家長) 고 아무개씨가 새벽 4시쯤에 탈출하여 150여m 거리의 인근 파출소에 신고했고, 곧바로 경찰병력 1천여 명이 집을 포위했다. 인질범들은 새벽 4시 40분부터 경찰과 대치했으며 경찰과 실랑이를 벌이다가, 낮 12시경 강영일이 협상을 위해 밖으로 나와있을 때 한의철과 안광술이 지강헌이 가지고 있던 호송교도관의 총을 빼앗아 자살했으며 지강헌은 경찰에게 비 지스의 홀리데이 카세트테이프를 요구한 뒤 노래를 들으며 창문을 깨 유리조각으로 목을 찔러 자살을 기도했다. 항간에는 당시 경찰이 실수로 스콜피온스의 홀리데이를 전달했다고 알려지기도 했지만, 이는 사실이 아니다. 자살시도 직후 경찰특공대원들이 집으로 진입해 인질로 잡혀있던 가족은 모두 무사히 구출되었다. 경찰진입과정에서 지강헌은 총 2발을 맞았고, 같은 날 세브란스병원에서 과다출혈로 숨졌다.
끝까지 검거되지 않았던 5명 중 인질극에 가담하지 않았던 마지막 탈주범 김길호가 탈주한 지 1년 9개월 만인 1990년 7월 1일에 체포되면서 탈주극은 완전히 막을 내렸다.

## 메시지
인질극의 현장에 경찰, 범인(지강헌)들과 함께 대화하는 내용이다.
경찰: 야 지강헌이 신사적으로 협조하자.
지강헌: 들어와라 모두 하나씩 들어와라.
여자: 아저씨들 제발 들어오지 마시고 대문 닫고 아직 들어오지 마세요.
지강헌: 여기서 안 나갈 테니까 우리의 의사를 전달할 수 있는 사람 한명을 들여보내 달라.
여자: 아저씨들 8시까지는 절대 들어오시면 안돼요.
경찰: 예! 8시까지 틀림없이 약속지킵니다. 거듭 이야기하지만, 지강헌 등은 사람을 해치지 않고.....

## 대중문화에 끼친 영향
- 이 사건을 계기로 '유전무죄 무전유죄'라는 표현은 유행어가 되었으며, 뇌물이나 횡령같은 큰 비리를 저지른 정치인이나 기업인들이 솜방망이 처벌을 받는 경우를 비꼬는 데 사용하게 되었다.
- MBC TV의 인기 드라마 《수사반장》에서 이 사건을 주제로 1980년대 사건 1편에 방송한 적이 있었다. 지강헌 역할은 이계인이 맡았다.
- 《홀리데이》는 이 사건을 주제로 2006년에 만들어진 영화이다. 영화의 제목 '홀리데이'는 인질극 막바지에 지강헌이 비지스의 '홀리데이'를 틀어달라고 요청했다는 이야기에서 유래했다.
- KBS 1TV의 인물현대사에 2004년 방영했으며, SBS TV의 《SBS 스페셜 - 꼬리에 꼬리를 무는 그날 이야기》의 2020년에 방송된 재구성한 다큐멘터리 프로그램이다.

## 같이 보기
- 지강헌 인질극